# BGL BNP Paribas
Die BGL BNP Paribas S.A. ist eine luxemburgische Bank, die mehrheitlich zur französischen Großbank BNP Paribas gehört. Die Bank ist die fünftgrößte Bank in Luxemburg.

## Geschichte
Die Banque Générale du Luxembourg wurde am 29. September 1919 von der Société générale de Belgique gegründet. Im Jahre 1928 expandierte die Bank nach Belgien und Frankreich. Im August 1982 wurde Banque Générale du Luxembourg (Suisse) S.A. gegründet. Der Börsengang erfolgte am 29. November 1984 an der Börse Luxemburg. 
Nachdem die BGL Muttergesellschaft, die Societe Générale de Belgique im Jahre 1999 zur Fortis Holding kam, verstärkte Fortis im Februar 2000 seinen Anteil an der BGL durch einen Squeeze-out auf 97,73 Prozent. Im Jahre 2005 wird die Banque Générale du Luxembourg zur Fortis Banque Luxembourg.

## Die Entwicklung ab 2008
Nach der Krise bei der belgisch-niederländischen Bankenholding Fortis hatte der luxemburgische Staat Ende September 2008 ein Darlehen über 2,5 Milliarden Euro als Wandelanleihe an der Fortis Banque Luxembourg übernommen. Durch Umwandlung der Wandelanleihe in Aktien erwarb der luxemburgische Staat Mitte Dezember 2008 eine Beteiligung von 49,9 Prozent an der Fortis Banque Luxembourg. Den restlichen Anteil von 50,1 Prozent hielt die Fortis Bank Belgium SA. Die Fortis-Bankensparte wurde ab 22. Dezember 2008 wieder in BGL S.A. umfirmiert. BGL steht für Banque Générale du Luxembourg.
Nachdem in der Nacht zum 6. März 2009 zwischen dem belgischen Staat und BNP Paribas ein neuer Plan zum Teilverkauf des Fortis-Konzerns beschlossen wurde, einigte sich auch Luxemburg mit BNP Paribas auf einen Einstieg bei der BGL S.A. Der luxemburgische Staat wird vorerst 34 % der Kapitalanteile behalten. Die BNP Paribas-Gruppe hält seit Mitte Mai 2009 direkt und indirekt (über die belgische Tochter BNP Paribas Fortis) 65,96 % der luxemburgischen Bank. Im Zuge dieser Mehrheitsübernahme wurde die Bank mit Wirkung vom 21. September 2009 in BGL BNP Paribas umbenannt.
Aufgrund von außerordentlichen Aufwendungen, Wertberichtigungen und Rückstellungen hat sich der Jahresüberschuss von 406,6 Mio. Euro im Jahre 2007 auf 30,6 Mio. Euro im Jahre 2008 vermindert. Die BGL BNP Paribas wird 100-prozentiger Anteilseigner von BNP Paribas Luxembourg.
Den BGL-Vorstand bilden die Vorsitzende Béatrice Belorgey sowie 17 weitere Vorstandsmitglieder.
Von den 432 Millionen Euro Gewinn (gerechnet nach Lux-Gaap, den Luxemburger Buchhaltungsstandards) für das Jahr 2009 werden 330 Millionen Euro an Dividenden ausgeschüttet, wovon Luxemburg, das mit 2,5 Milliarden Euro eingesprungen war, 112 Millionen Euro erhält. Der Luxemburger Staat will sein Anteilseigentum an der Bank von 34 Prozent vorerst behalten.